# Biały Bór (Basses-Carpates)
Pour l’article homonyme, voir Biały Bór.
Biały Bór est une localité polonaise de la gmina de Przecław, située dans le powiat de Mielec en voïvodie des Basses-Carpates.